# Julie Derron
Julie Derron (* 10. September 1996 in Zürich) ist eine Schweizer Triathletin. Sie ist mehrfache Schweizermeisterin, U23-Europameisterin Triathlon (2018), Europameisterin Triathlon Sprintdistanz (2019), Europameisterin Triathlon Kurzdistanz (2021) und Zweite der Olympischen Sommerspiele 2024. Sie wird als Zweitschnellste geführt in der Bestenliste Schweizer Triathletinnen auf der Ironman-Distanz.

## Werdegang
Julie Derron wuchs in einer sportlichen Familie auf – schon ihr Grossvater wurde als Schwimmer Schweizermeister. Auch ihre beiden älteren Schwestern Nina Derron (* 1993) und Michelle Derron (* 1994) sind als Triathletinnen im Weltcup aktiv.
Sie wurde im August 2015 Junioren-Schweizermeisterin Triathlon und drei Wochen später auch Vizeschweizermeisterin in der Eliteklasse. Im August 2016 wurde sie im Triathlon Vierte bei der Universitäts-Weltmeisterschaft.
Julie Derron wird trainiert von Brett Sutton und René Friedli (Schwimmtrainer) und startet im Elite B-Kader von Swiss Triathlon.
In der Saison 2018 startet sie in der Weltmeisterschaftsrennserie der International Triathlon Union (ITU) und belegte auf der olympischen Distanz (1,5 km Schwimmen, 40 km Radfahren und 10 km Laufen) im Mai beim dritten Rennen in Yokohama den 35. Rang. Im Juli 2018 wurde sie Vizeschweizermeisterin Triathlon Sprintdistanz und drei Wochen später belegte die damals 21-Jährige in Estland den sechsten Rang bei der Europameisterschaft auf der Sprintdistanz.
In der Jahreswertung der ITU World Championship Series 2018 belegte sie nach dem letzten Rennen im September in Australien als zweitbeste Schweizerin hinter Nicola Spirig (Rang 27) den 64. Rang. Im Oktober wurde sie in Israel U23-Europameisterin Triathlon.

### ETU Europameisterin Triathlon Sprintdistanz 2019
Im Juli 2019 wurde die damals 22-Jährige in Kasan (Russland) bei den Profis in der Eliteklasse Europameisterin Triathlon Sprintdistanz. Im Juli 2020 verletzte sie sich im Training bei einem Sturz mit dem Rad und brach sich dabei das Schulterblatt.
Bei der ETU-Europameisterschaft Triathlon Sprintdistanz belegte sie im Juni 2021 den 19. Rang. Bei ihrem ersten Start auf der Mitteldistanz wurde sie im August 2021 hinter Daniela Ryf Zweite im Ironman 70.3 Switzerland.

### ETU Europameisterin Triathlon Kurzdistanz 2021
Im September 2021 konnte die 25-Jährige in Valencia die Triathlon-Europameisterschaft auf der olympischen Kurzdistanz für sich entscheiden. Im August 2022 wurde sie in München Sechste bei der Europameisterschaft auf der Kurzdistanz.
Bei ihrem ersten Start auf der Langdistanz wurde sie Zweite im Ironman Italy.
Im September 2023 gewann sie zum zweiten Mal den Triathlon de Gérardmer.
Im Juni 2024 gewann Julie Derron auf der Triathlon-Mitteldistanz den Ironman 70.3 Switzerland und wurde im selben Monat für einen Startplatz bei den Olympischen Sommerspielen 2024 in Paris nominiert.
Die 27-Jährige verbesserte drei Wochen später auf der Mitteldistanz bei der Challenge Walchsee-Kaiserwinkl in 4:03:38 Stunden den Streckenrekord.

### Olympische Sommerspiele 2024
Bei ihrer ersten Olympiateilnahme wurde Derron im Juli in Paris Zweite hinter der Französin Cassandre Beaugrand. In der gemischten Staffel mit Max Studer, Cathia Schär und Sylvain Fridelance belegte sie für die Schweiz den siebten Rang.
Julie Derron wurde als Fahnenträgerin für die Abschlusszeremonie der Olympischen Spiele ausgewählt – zusammen mit dem Schwimmer Roman Mityukov.

### Siegerin Ironman 2025
Im Juli 2025 holte sich die 28-Jährige den Sieg im Ironman Vitoria-Gasteiz und stellte hier bei ihrem erst zweiten Start auf der Langdistanz in 8:21:48 Stunden einen neuen Streckenrekord ein.
Julie Derron studiert Lebensmittelwissenschaften an der ETH Zürich.

## Auszeichnungen
- 2019 – Schweizer Triathletin des Jahres[9]

## Sportliche Erfolge

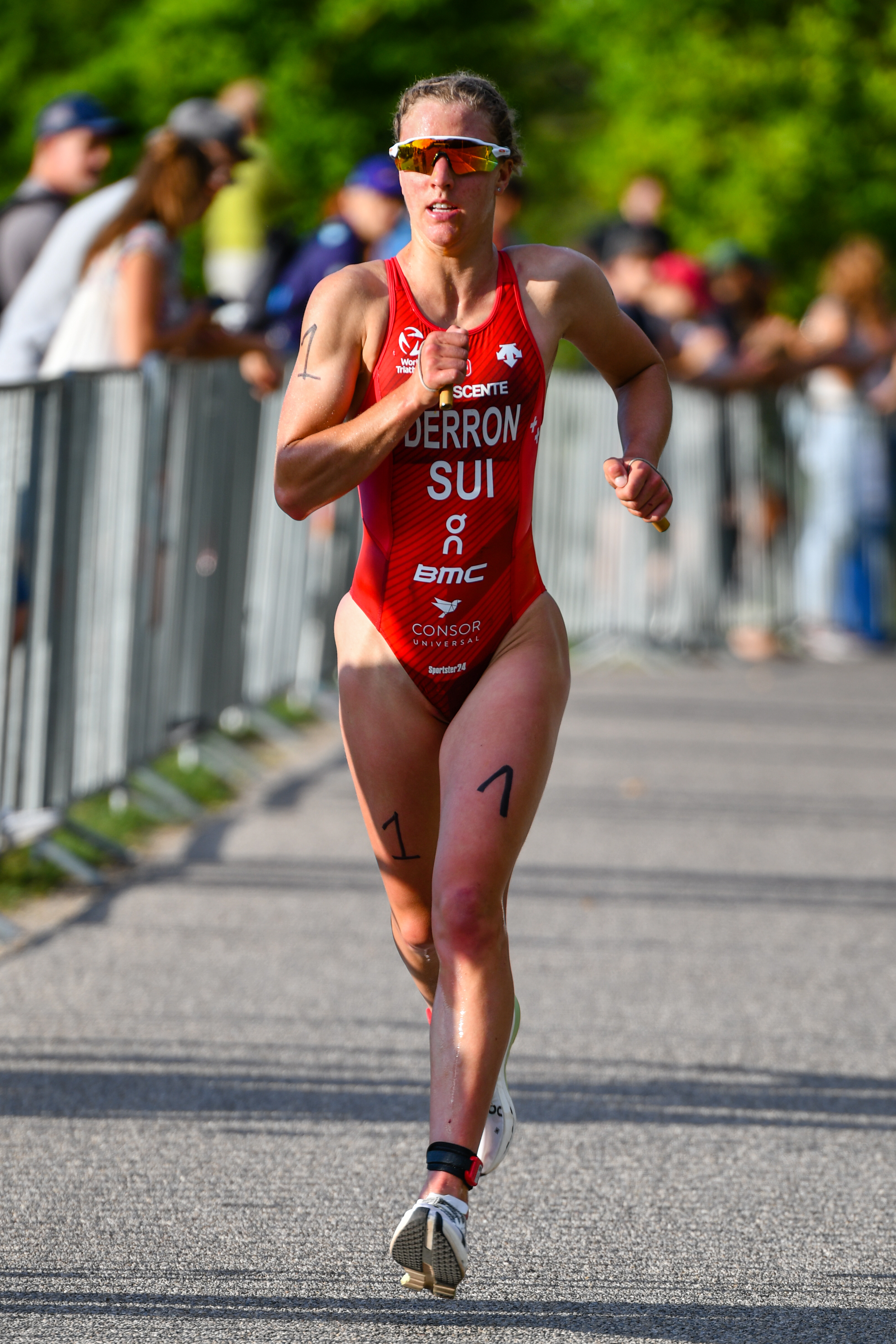
Julie Derron bei den Triathlon-Europameisterschaften 2022 in München

| Datum/Jahr    | Rang | Wettbewerb                                        | Austragungsort | Zeit     | Bemerkung                                                                                 |
| ------------- | ---- | ------------------------------------------------- | -------------- | -------- | ----------------------------------------------------------------------------------------- |
| 5. Aug. 2024  | 7    | Olympische Sommerspiele 2024, Mixed Relay         | Paris          | 01:27:16 | in der gemischten Staffel mit Max Studer, Sylvain Fridelance und Cathia Schär             |
| 31. Juli 2024 | 2    | Olympische Sommerspiele 2024                      | Paris          | 01:55:01 |                                                                                           |
| 11. Mai 2024  | 12   | ITU World Championship Series 2024                | Yokohama       | 01:54:20 | als beste Schweizerin                                                                     |
| 29. Apr. 2024 | 1    | ITU Triathlon World Cup                           | Chengdu        | 01:55:18 |                                                                                           |
| 14. Aug. 2022 | 3    | ETU Triathlon European Championship Mixed Relay   | München        | 01:26:19 | Europameisterschaft; gemischte Staffel; mit Cathia Schär, Simon Westermann und Max Studer |
| 12. Aug. 2022 | 6    | ETU Triathlon European Championship               | München        | 01:53:10 | Europameisterschaft auf der olympischen Distanz                                           |
| 11. Juni 2022 | 9    | ITU World Championship Series 2022                | Leeds          | 00:59:59 |                                                                                           |
| 28. Mai 2022  | 2    | ITU Triathlon World Cup                           | Arzachena      | 01:00:35 |                                                                                           |
| 25. Sep. 2021 | 1    | ETU Triathlon European Championships              | Valencia       | 01:51:43 | Europameisterschaft auf der olympischen Kurzdistanz                                       |
| 21. Aug. 2020 | 1    | ITU Triathlon World Cup                           | Karlsbad       | 02:06:56 |                                                                                           |
| 19. Juni 2021 | 19   | ETU Sprint Triathlon European Championships       | Kitzbühel      | 00:36:14 | ETU-Europameisterschaft Triathlon Sprintdistanz                                           |
| 29. Mai 2021  | 2    | ITU Triathlon World Cup                           | Arzachena      | 01:00:55 | hinter der Deutschen Marlene Gomez-Islinger                                               |
| 8. Feb. 2020  | 1    | ATU Sprint Triathlon African Cup                  | Bloemfontein   | 01:01:39 |                                                                                           |
| 27. Juli 2019 | 1    | ETU Sprint Triathlon European Championships       | Kasan          | 00:58:49 | ETU-Europameisterin Triathlon Sprintdistanz                                               |
| 21. Sep. 2019 | 1    | ITU Triathlon World Cup                           | Weihai         | 02:08:03 | erster Weltcup-Sieg                                                                       |
| 25. Mai 2019  | 2    | Schweizer Meisterschaften Triathlon Sprintdistanz | Sion           | 00:56:41 | hinter Alissa König                                                                       |
| 10. Nov. 2018 | 5    | ITU Triathlon World Cup                           | Miyazaki       | 02:01:59 |                                                                                           |
| 20. Okt. 2018 | 1    | ETU Triathlon European Championship U23           | Eilat          | 02:09:19 | U23-Europameisterin Triathlon                                                             |
| 2. Sep. 2018  | 5    | ITU Triathlon World Cup                           | Karlsbad       | 02:08:58 |                                                                                           |
| 20. Juli 2018 | 6    | ETU Sprint Triathlon European Championships       | Tartu          | 00:59:18 | Europameisterschaft auf der Sprintdistanz                                                 |
| 1. Juli 2018  | 2    | Schweizer Meisterschaften Triathlon Sprintdistanz | Seedorf        | 00:58:12 | hinter Nicola Spirig                                                                      |
| 12. Mai 2018  | 35   | ITU World Championship Series 2018                | Yokohama       | 02:02:10 |                                                                                           |
| 24. März 2018 | 1    | ETU Triathlon European Cup                        | Quarteira      | 02:07:56 |                                                                                           |
| 18. März 2018 | 3    | ETU Sprint Triathlon European Cup                 | Gran Canaria   | 01:03:46 |                                                                                           |
| 14. Aug. 2017 | 1    | Schaffhauser Triathlon                            | Schaffhausen   |          | Siegerin auf der Kurdistanz                                                               |
| 28. Juli 2017 | 1    | Triathlon EDF Alpe d’Huez                         | Alpe d’Huez    |          | Siegerin auf der Kurdistanz                                                               |
| 20. Aug. 2016 | 1    | Schweizer Triathlon-Meisterschaft U23             | Lausanna       | 00:50:37 | Schweizermeisterin U23                                                                    |
| 7. Aug. 2016  | 4    | FISU World University Triathlon Championships     | Nyon           | 02:01:46 |                                                                                           |
| 29. Aug. 2015 | 2    | Schweizer Meisterschaften Triathlon Sprintdistanz | Uster          | 00:50:22 | Vizeschweizermeisterin Triathlon Sprintdistanz, hinter Jolanda Annen                      |
| 8. Aug. 2015  | 1    | Schweizer Meisterschaften Triathlon Juniorinnen   | Schweiz Nyon   | 01:09:34 | Schweizermeisterin Junioren                                                               |

| Datum/Jahr    | Rang | Wettbewerb                       | Austragungsort  | Zeit     | Bemerkung                                        |
| ------------- | ---- | -------------------------------- | --------------- | -------- | ------------------------------------------------ |
| 9. Aug. 2025  | 4    | T100 London                      | London          |          | 2 km Schwimmen, 80 km Radfahren und 18 km Laufen |
| 13. Juli 2025 | 1    | Ironman Vitoria-Gasteiz          | Vitoria-Gasteiz | 08:21:48 | Streckenrekord                                   |
| 14. Juni 2025 | 2    | T100 Vancouver                   | Vancouver       |          |                                                  |
| 31. Mai 2025  | 1    | T100 San Francisco               | San Francisco   |          | 2 km Schwimmen, 80 km Radfahren und 18 km Laufen |
| 5. Apr. 2025  | 12   | T100 Singapur                    | Singapur        | 04:05:52 | hinter der Britin Kate Waugh                     |
| 14. Dez. 2024 | 5    | Ironman 70.3 World Championships | Taupō           | 04:06:02 | Ironman 70.3 World Championships 2024            |
| 19. Okt. 2024 | 2    | T100 Lake Las Vegas              | Lake Las Vegas  | 03:39:17 | hinter Taylor Knibb                              |
| 28. Sep. 2024 | 2    | T100 Ibiza                       | Ibiza           | 03:31:46 |                                                  |
| 23. Juni 2024 | 1    | Challenge Walchsee-Kaiserwinkl   | Walchsee        | 04:03:38 | Streckenrekord                                   |
| 2. Juni 2024  | 1    | Ironman 70.3 Switzerland         | Rapperswil-Jona | 03:52:30 | verkürzte Distanz                                |
| 2. Sep. 2023  | 1    | Triathlon de Gérardmer           | Gérardmer       | 04:49:58 |                                                  |
| 3. Sep. 2022  | 1    | Triathlon de Gérardmer           | Gérardmer       | 04:50:02 |                                                  |
| 18. Sep. 2022 | 2    | Ironman Italy                    | Cervia          |          | erster Ironman-Start                             |
| 24. Juli 2022 | 5    | PTO Canadian Open                | Edmonton        | 03:36:18 |                                                  |
| 8. Aug. 2021  | 2    | Ironman 70.3 Switzerland         | Rapperswil-Jona | 04:16:38 |                                                  |

(DNF – Did Not Finish)